# Filey
Filey – miasto portowe i civil parish w Wielkiej Brytanii, w Anglii, w hrabstwie North Yorkshire, w dystrykcie (unitary authority) North Yorkshire. Leży 11,2 km od miasta Scarborough, 58,8 km od miasta York i 300,4 km od Londynu. W 2011 roku civil parish liczyła 6981 mieszkańców. Filey jest wspomniana w Domesday Book (1086) jako Fiuelac/Fiuelace.